# Compact Muon Solenoid
A Compact Muon Solenoid (CMS) a CERN (svájci központú európai részecskefizikai intézet) nagy hadronütköztető gyűrű (LHC) két nagyobb detektorának egyike. Az LHC franciaországi területére Cessy-be esik. A teljes detektor hengeres alakú, 21 méter hosszú, 16 méter átmérőjű és nagyjából 12500 tonna tömegű, több vasat tartalmaz, mint az Eiffel-torony. 2003-ban 36 ország 160 intézete és 2008 tudósa illetve mérnöke vett részt a detektor építésében, köztük magyarok is.

## Célok
A kísérlet legfőbb céljai:
- A fizika TeV-es energiájú részének vizsgálata
- A Higgs-bozon felfedezése
- A szuperszimmetria létezésének bizonyítása
- Nehézion-ütközések vizsgálata

## Neve
A neve a következő dolgokra utal:
- kompakt, mivel a detektor (főként a belső részei) kis méretben lett összesűrítve
- a müonok pályájának megfigyelésére van kihegyezve, azok észleléséhez szükség van erre a nagy acéltömegre, hiszen elég kicsi az energialeadásuk az anyagban a hadronokhoz, elektronhoz és a fotonhoz képest
- a szolenoid az elektromágnes alakjára vonatkozik. Több más detektorral, például az ATLAS-kísérlet detektorával szemben nem toroid alakú (mint az autógumi-belső), hanem az áram egy henger palástja mentén folyik körbe-körbe, ahogy a transzformátor tekercseiben is. Így nagyobb mágneses tér hozható létre.

## A detektor részei és működése
A fenti képen látható a teljes detektor felépítése a középső henger alakú hordó (barrel) résszel és a lezáró résszel. A mellékelt képen - a CMS egy szeletén - látható a detektor működése, azaz, hogy az egyes részecsketípusokat hogyan ismeri fel. Jól látható, hogy a töltött részecskék pályája görbül a mágneses tér miatt. Az is látszik, hogy kívül a mágneses tér iránya ellenkező, mint bent. Belülről kifelé a következő detektorrétegekkel találkozunk:

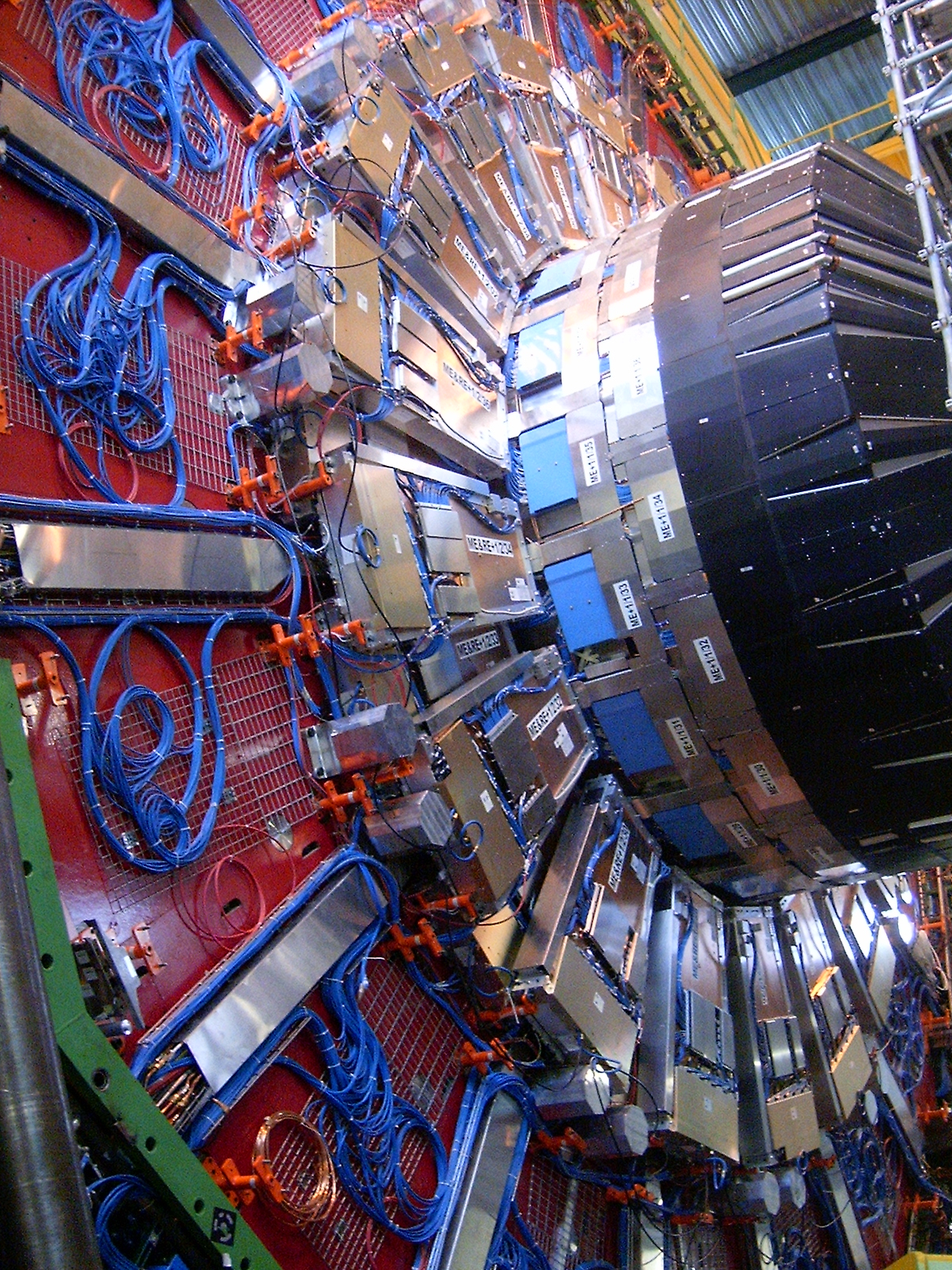
Az LHC lezáró részének (endcap) detektorai: A bal oldali fekete csúcsos rész alatt találhatóak az elektromágneses kaloriméterek (a felső ábrán preshower felirattal), attól balra a fémes színű rész a hadronkaloriméter, a nagy piros részben pedig a müonkamrák helyezkednek el.

- szilícium nyomjelző (Silicon Tracker): a töltött részecskék nyomát detektálja az ütközési ponthoz (vertex) közel nagy pontossággal
- kaloriméterek: a részecskék energiáját mérik, a mért összenergiából következtetni lehet az eltűnt energiára, amelyet például a nagyon gyengén kölcsönható neutrínók vittek magukkal. (A Forward Calorimeter a felső ábrán arra utal, hogy az a lezáró részben található, a nyalábhoz képest kis szögben haladó részecskéket észleli. – azaz nem oldalirányban mér, mint a legtöbb detektor, hanem előre)
  - elektromágneses kaloriméter (Electromagnetic Calorimeter): az elektronok és a fotonok energiáját méri
  - hadron kaloriméter (Hadron Calorimeter): a hadronok energiáját méri
- müonkamrák (Muon Chambers): a müonok észlelésére szolgálnak, az elnyelésükhöz szükség van a nagy mennyiségű vasra (piros)

A kalorimétereken kívül található a szupravezető szolenoid elektromágnes (Superconducting Solenoid), ami a mágneses teret hozza létre.
Ez 13 méter hosszú és 6 méter átmérőjű 2168 menetes hűtött nióbium-titán szupravezető tekercse 4 tesla mágneses tér előállítására alkalmas, amelyhez 20 kiloamper áram szükséges.

## Magyar részvétel
A CMS-detektorhoz kétféle magyar hozzájárulás is történt. Az KFKI Részecske és Magfizikai Kutató Intézete (RMKI) az egészen előreszórt részecskék észlelésére szolgáló Very Forward kaloriméter megépítésében segédkezett a munka valamennyi fázisában: ehhez, például, több tonnás acélhasábok lyukaiba kellett több méteres kvarcszálakat dugdosni. A Debreceni Egyetem kutatói készítették elő és szerelik fel a müonkamrák pozicionáló rendszerét, amihez az L3 nevű LEP-kísérletben szerzett tapasztalataikat hasznosították: a hat méteres kamrák szálainak helyzetét, a részecskepályák megfelelő rekonstrukciója végett, tizedmilliméteres pontossággal kell meghatározni.